# Leges Corneliae
Leges Corneliae o lleis cornèlies són una sèrie de lleis romanes dictades per diferents membres de la Gens Cornèlia durant la república Romana.
Una de les lleis cornèlies més velles és la que Publi Corneli Escipió Africà Major va edictar el 204 aC a Sicília.
La llei cornèlia del tribú de la plebs Gai Corneli el 67 aC limitava el poder dels edictes dels pretors; també establia que no es podia legislar a menys que després de l'aprovació pel poble, el senat estigués d'acord amb una presència d'un mínim de dos-cents membres; i establia finalment que un tribú no podia vetar un senatusconsultum. Una altra lex Cornelia establia regulacions sobre la darrera voluntat dels ciutadans romans que morien en captivitat.

## La reforma de Luci Corneli Sul·la
El dictador romà Luci Corneli Sul·la entre 82 aC i 79 aC volia restaurar l'esperit de l'època de la República Romana i va promoure una reforma profunda del sistema legal romà en dictar tota una sèrie de lleis. Són fonts de dubtes greus, incertituds i moltes qüestions, pel seu contingut, per les relacions entre les diverses lleis i per la seva cronologia. Moltes de les lleis de Sul·la van ser abolides després del seu govern.
- Cornelia agraria
- Cornelia de captivis
- Cornelia de civitate o Cornelia de municipiis
- Cornelia de falsis
- Cornelia de injuriis
- Cornelia judiciaria
- Cornelia de judiciis corruptis
- Cornelia de legatis magistratuum provincialium
- Cornelia de limitibus
- Cornelia de lusu
- Cornelia de magistratibus
- Cornelia de majestatis
- Cornelia monetaria
- Cornelia de plagiariis
- Cornelia de proscriptiones et proscriptis
- Cornelia de provinciis ordinandis[4]
- Cornelia de provinciarum magistratibus
  - Cornelia de parricidis, vegeu Cornelia de sicariis et veneficis
- Cornelia de questoribus
  - Cornelia de rejectione judicum[5]
- Cornelia de repetundis[6]
- Cornelia de sacerdotiis
  - Cornelia de sententia ferenda,[7] probablement part de la lex Cornelia judiciaria.
- Cornelia de sicariis et veneficis
  - Cornelia de Sponsoribus
- Cornelia de sumptibus
- Cornelia sumtuaria
  - Cornelia testamentaria, vegeu Cornelia de falsis
- Cornelia tribunicia o Cornelia de tribunis
  - Cornelia unciaria, llei sobre el tipus d'interès que eren rebaixats (Festus, s. v. Unciaria.)
  - Cornelia de vadimonio
  - Cornelia de vi publica

## Lleis cornèlies ulteriors
La Lex municipalis del 56 aC pel proconsul Publi Corneli Lèntul a l'illa de Xipre.